# 括出
括出（かつしゅつ）は、括首（かっしゅ）とも呼ばれ、律令制において戸籍・計帳に載せられていない者を官司が摘発して付載させること。

## 概要
隠首とともに、括出による戸口の増加は国司・郡司の功績として評価された。また、養老律令の考課令には、蝦夷の招慰と同列に記されている。『延喜式』によれば、諸国の国司は括出・隠首を含めた人口増から死亡などの人口減を引いた差引の増加分を功過帳に載せ、10月1日（畿内は11月1日）までに民部省を経由して太政官に上進された。なお、浮浪逃亡や偽籍が増加した8世紀後半より諸国の国司や郡司に対して括出を奨励する命令が出されるようになるが、一方で負担の軽い畿内に移住するために、意図的に畿内にて括出を受ける者もおり、延暦19年（800年）に京・畿内での隠首・括出の禁止が出された後、大同元年（806年）には復活し、更に斉衡2年（855年）に再度、隠首・括出が禁止されるなど、廃止と復活が繰り返された。